# إميل رايكوفيتش
إميل رايكوفيتش (بالمقدونية: Емил Рајковиќ) مواليد 17 سبتمبر 1978 في سكوبيه، جمهورية مقدونيا، هو مدرب كرة سلة مقدوني ولاعب سابق. بدأ مسيرته الاحترافية في سنة 1996. يدرب في الدوري البولندي لكرة السلة. لعب مع إم زد تي سكوبيه في الدوري المقدوني لكرة السلة.

## روابط خارجية
- إميل رايكوفيتش على موقع كرة السلة الأوروبية.كوم (الإنجليزية)
- إميل رايكوفيتش على موقع بروبوليرز (الإنجليزية)
- إميل رايكوفيتش على موقع سبورتس رفرنس (الإنجليزية)